# Артиллерийское наступление

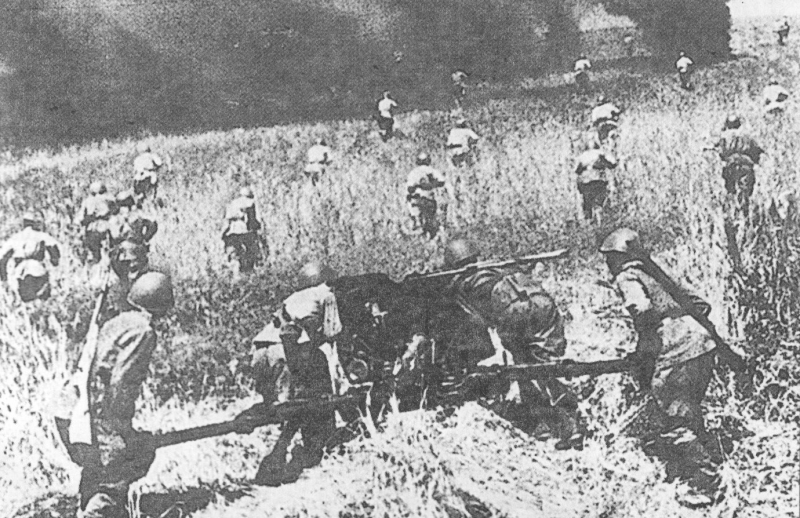
Атакует советская пехота и артиллерия, Курск, июль 1943 года.

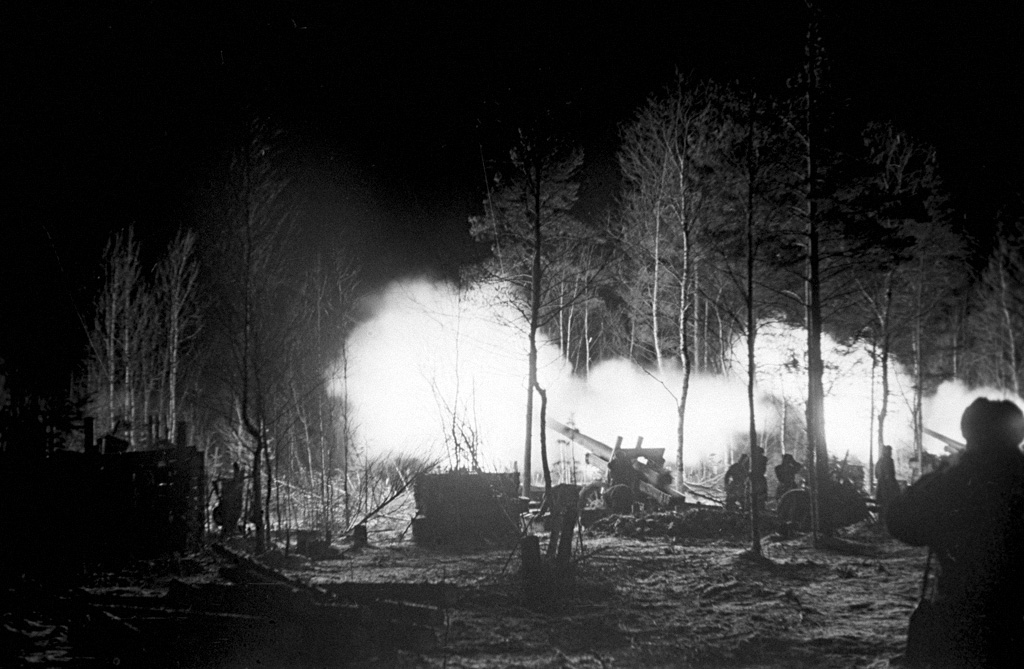
Огонь ведёт корпусная артиллерия, Ленинградская область, РСФСР, 1 сентября 1944 года.

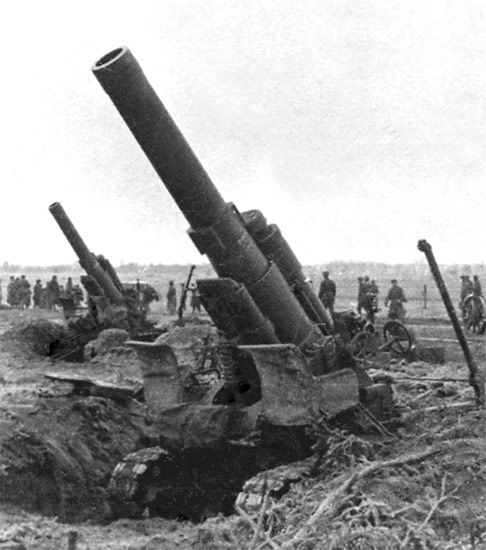
3-й Белорусский фронт, батарея 203-мм гаубиц Б-4 ведёт огонь, лето 1944 года.

Артиллерийское наступление — боевые действия артиллерии в наступательной операции с целью надёжного подавления обороны противника и непрерывной поддержки стрелковых войск (пехоты) и танков массированным артиллерийским огнём.

## История возникновения
Основы артиллерийского наступления по опыту, полученному на фронтах, впервые изложены в директиве Ставки ВГК от 10 января 1942 года. Сущность артиллерийского наступления была определена в Боевом уставе пехоты 1942 года (часть 2): 
«Артиллерийское наступление заключается в непрерывной поддержке пехоты массированным действительным огнём артиллерии и миномётов в течение всего периода наступления. Артиллерийский и миномётный огонь должен вести за собой пехоту и танки в атаку от одного объекта обороны к другому».

## Описание метода
При организации артиллерийского наступления предусматривалось решительное массирование артиллерии на участках прорыва. Этим достигалось превосходство над артиллерией противника на направлении действий ударных группировок фронтов и армий. Для обеспечения тесного взаимодействия с наступающими стрелковыми (танковыми) частями (соединениями) и устойчивого управления артиллерия, сосредоточенная на участке прорыва, объединялась в артиллерийские группы, подчинённые общевойсковым командирам. Планирование артиллерийского огня и манёвра артиллерией осуществлялось в интересах решения задач общевойскового боя. Исходя из характера действий пехоты и танков на разных этапах наступления, артиллерийское наступление подразделялось на три периода:
- артиллерийская подготовка атаки;
- артиллерийская поддержка атаки;
- артиллерийское обеспечение действий пехоты и танков в глубине обороны противника.

## Применение
Первый опыт организации и проведения артиллерийского наступления получен при прорыве 20-й армией обороны противника на реке Лама (в ходе Московской битвы 1941—1942). Полностью артиллерийское наступление впервые осуществлено в контрнаступлении советских войск под Сталинградом (19 ноября 1942 года) и с этого времени прочно вошло в практику боевых действий. Артиллерийская подготовка атаки осуществлялась ведением массированного и сосредоточенного огня на всю тактическую глубину обороны противника (8 — 10 километров и более) в сочетании с огнём орудий, выделенных для стрельбы прямой наводкой по целям на переднем крае. Артиллерийская поддержка атаки достигалась последовательным сосредоточением огня или огневым валом на глубину 3 — 5 километра и более, а также сочетанием этих двух видов огня. Артиллерийское сопровождение пехоты и танков при бое в глубине осуществлялось сочетанием огня и манёвра орудий сопровождения с сосредоточенным огнём артиллерийских групп. Внедрение в практику артиллерийского наступления знаменовало переход к более высоким формам организации боевой деятельности артиллерии, ставшей не только тактическим, но и оперативным средством, во многом определявшим исход операции.

«В хорошо организованном артиллерийском наступлении мы видели воплощение мощи нашей армии. Мы полагали, всё, что сделаем огнём вместо штыка, — всё это будет нашим большим преимуществом и убережет войска от лишних потерь»— Маршал Советского Союза И. С. Конев

## Описания очевидцев
В своих мемуарах один из участников Великой Отечественной войны описывает артиллерийское наступление следующим образом:
Здесь уместно коротко объяснить понятие «артиллерийское наступление». Этот термин был разработан нашими военными учеными, вошел в армейский лексикон со Сталинградской битвы. Суть его заключалась в том, что до начала наступления пехоты и танков артиллерия должна подавить вражескую оборону, уничтожить живую силу и огневые средства, разрушить оборонительные сооружения, нарушить систему огня противника и систему управления войсками. Эти задачи решались в период артиллерийской подготовки атаки — составной части артиллерийского наступления. Продолжительность артподготовки зависела от характера обороны противника, наличия своей артиллерии и боеприпасов. Длительность её могла быть от нескольких минут до нескольких часов. В данном случае она заняла более двух часов. Все орудия вели огонь с максимальным темпом, чтобы быстрее вывести оборону противника из строя.

В период артиллерийской подготовки пехота и танки под прикрытием огня своей артиллерии выдвигаются на рубеж атаки, как можно ближе к переднему краю обороны противника. После того они переходят в атаку, а артиллерия начинает второй этап артиллерийского наступления — артиллерийскую поддержку атаки, обычно она ведется методом огневого вала